# Дотанкёхи
Дотанкёхи (яп. 同担拒否 до:танкёхи, состоит из иероглифов «одинаковый фаворит» и «отклонение») — японский сленговый термин из среды отаку, обозначающий нежелание фаната контактировать с увлекающимися тем же, чем и он, другими фанатами. Антонимом данного слова является «дотанкангэй» (яп. 同担歓迎 до:танкангэй, состоит из иероглифов «одинаковый фаворит» и «радушный приём») — фанат, желающий разделить свои тёплые чувства с людьми, которые его поймут.

## Происхождение
Слово возникло в среде фанатов идол-групп агентства Johnny & Associates. Фанаты, поддерживающие и любящие одних и тех же идолов (яп. 同担 до:тан), стараются держаться на расстоянии друга от друга и не формировать дружеские связи. Аналогично «дотанкёхи» используется термин «дотан no good» (яп. 同担NG до:тан энудзи:).
Впоследствии слово «дотанкёхи» стало использоваться фанатами аниме.

## Психология
Считается, что отстранённость от других фанатов помогает создавать гармонию и предотвращать появление возможных конфликтов внутри группы. Помимо этого причиной может стать вера фаната в то, что чувства, которые он испытывает к объекту своего поклонения, — настоящая любовь, которую ни с кем не хочется делить. «Дотанкёхи» — проявление жажды монопольного обладания вниманием идола.
Кроме тех, кто полностью избегает контактов с поклонниками того же творчества, есть ещё два вида желающих держаться на расстоянии фанатов: «синригай дотанкёхи» (яп. 親輪外同担拒否 синригай до:танкёхи) и «дзёкэнхацудокэй дотанкёхи» (яп. 条件発動型同担拒否 дзё:кэнхацудо:кэй до:танкёхи).
Первый тип людей предпочитает не связываться с фанатами вне своего круга общения. Иными словами, они готовы делиться своей любовью к той или иной области или человеку с теми, с кем уже поддерживают дружеские отношения.
Второй тип, пускай обычно и общается с другими фанатами, в зависимости от определённых обстоятельств начинает испытывать неприязнь и выбирает на психологическом уровне от них отстраниться. В качестве подобных условий могут выступить присутствие фаната на концерте или в зоне для зрителей при съёмке телевизионной программы. Человек, которого фанат поддерживает, в какой-то момент может помахать рукой или подмигнуть залу, но из-за близкого нахождения с другими людьми поклонник не будет уверен, кому именно был адресован данный жест. Такие сомнения породят в его душе ненависть и зависть к окружающим фанатам, якобы укравшим внимание идола.